# Ainet de Besan
Ainet de Besan és un poble del terme municipal d'Alins, a la comarca del Pallars Sobirà.
Fou municipi independent fins al 1927. En aquesta data s'agregà a Alins, juntament amb Araós i Àreu. El 19 de desembre de 1958 es constituí en entitat local menor i actualment és una entitat municipal descentralitzada. Pertanyia a Ainet de Besan l'antic poble, convertit actualment en bordes, de Buiro.
El poble té l'església parroquial de Sant Julià, a més de la capella del Sant Crist, al cementiri de la població.

## Etimologia
Segons Joan Coromines, el d'Ainet és dels relativament pocs topònims pallaresos que no són d'origen iberobasc. En aquest cas es tracta o bé del llatí asinetum, paratge on hi ha molts ases, o on es crien i recrien aquests animals equins, o bé del també llatí anetum, herba aromàtica.
La segona part del topònim prové del fet que, originàriament, aquest poble es formà a partir del de Besan.

## Geografia
El territori d'Ainet de Besan està situat al sud-oest del municipi d'Alins, entre els termes d'Araós i del mateix Alins. Té una superfície d'uns 19 km² i està situat al marge esquerre de la Noguera de Vallferrera, als peus de la muntanya de Besan.
Al nord limita amb el terme municipal d'Esterri de Cardós, a l'est amb els termes d'Àreu i d'Alins, al sud amb el terme municipal de Farrera i a l'oest amb el terme d'Araós.

### El poble d'Ainet de Besan
És un poble adossat a un penyal rocós, que l'empara pel costat nord. El poble més vell s'esglaona de dalt cap avall, en dos carrers paral·lels entre ells i amb la roca i la carretera. Estava situat donant l'esquena a la carretera i al riu. En l'actualitat, a la zona més plana, entre la carretera i el riu hi ha un petit nucli de disset cases adossades, anomenat Habitatges Santana. A poca distància a l'est-nord-est del poble hi havia hagut una de les fargues de la Vall Ferrera, la Farga de Moles, que havia donat feina a molta gent del poble (el 1860 hi ha enregistrats a Ainet de Besan 425 persones), amb més de 60 cases habitades. Actualment, no en queda res més que un fragment del rec que hi duia aigua, ja que el 1937 una forta avinguda d'aigua s'endugué el que quedava de la farga, abandonada d'uns 40 anys abans.

#### Les cases del poble[4]
| - Casa Agustino - Casa Angeleta - Casa Angol - Casa Angolich - Casa Bortomeu - Casa Cargol - Casa Casimiro - Casa Cortiu - Casa Corrubina | - Casa Ferrer - Casa Fuster - Casa Gipet - Casa Guillem Janó - Casa Jepo - Casa Josep | - Casa Manaut - Casa Marcelino - Casa Miquel - Casa Montanya - Casa la Nena - Casa Paraire | - Casa Pau de Toniquet - Casa Pei (I) - Casa Pei (II) - Casa Perot - Casa Pixó - La Rectoria | - Casa Rendé - Casa Sampa - Casa Sec - Casa Sequet - Casa Toniquet - Casa Valentí - Casa Viudo |

## Història

### Edat mitjana
Esmentat com a Asneto o Asnet en documents del segle ix, com l'Acta de consagració de la seu d'Urgell, era un poble depenent de Besan.

### Edat moderna
En el fogatge del 1553, Aynet declara 2 focs eclesiàstics i 8 de laics, uns 50 habitants.

### Edat contemporània

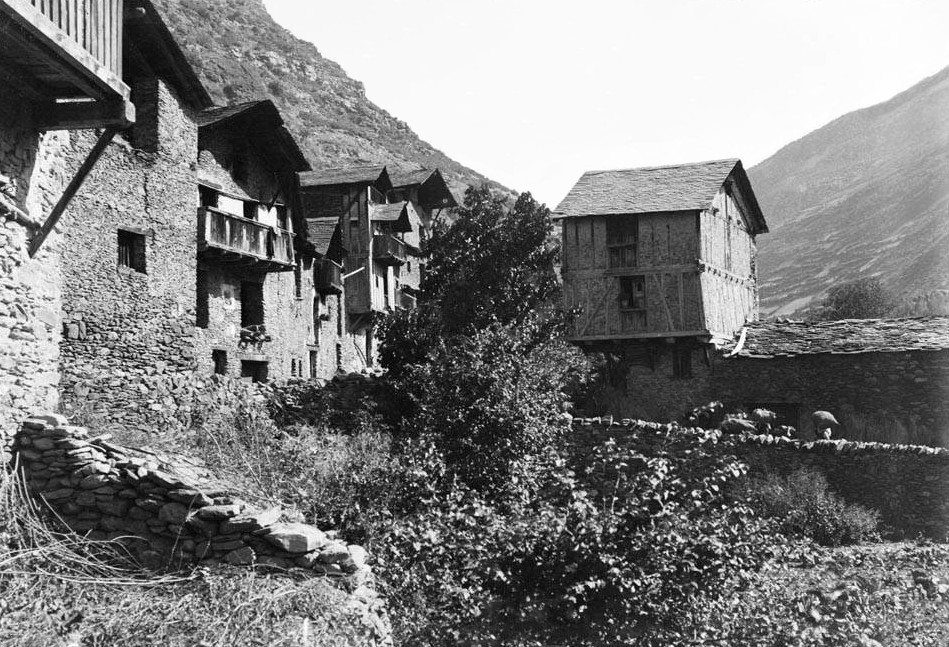
Ainet de Besan en una imatge de 1902

Ainet de Besan (Ainet de Vallfarrera), té un article en el Diccionario geográfico... de Pascual Madoz. Hi diu que és una localitat amb ajuntament situada en el vessant d'una muntanya que l'arrecera dels vents del nord i, en canvi, la combaten els de l'est i de l'oest. El clima hi és bastant sa, tot i que per la seva fredor, s'hi pateixen febres per refredats i pulmonies. En aquell moment la vila tenia 18 cases i l'església parroquial de Sant Julià, amb rector proveït, segons els mesos, pel rei o el bisbe, i 6 beneficiats amb títols de família, que ha d'atendre l'annexa de Besan. Descriu el terme com a muntanyós i amb terres de qualitat mitjana. Hi ha en el terme diverses fonts, tot i que la majoria fortes i ferruginoses. Al nord i al sud hi ha muntanyes altes, amb pastures i boscos que subministren llenya als habitants d'Ainet de Besan, o de Vallferrera. També hi ha un gran bosc que, passats uns anys, produirà bona fusta per a la construcció. Hi ha mines de ferro explotades per particulars, que subministren matèria primera a les fargues d'Alins, Llavorsí, i del mateix Ainet de Besan. Hi passa el camí ral, en bon estat, que a partir d'Alins es divideix en dos: un per anar a França pel port d'Àreu, i l'altre cap a Andorra per Tor. S'hi produïa sègol, patates, llegums i hortalisses. S'hi criaven vaques, ovelles, mules, cavalls i cabres, i la cacera era de perdius, llebres i conills; s'hi pescaven truites. El treball del ferro i la cria de bestiar generaven comerç cap a la resta del país i cap a França. Formaven la població 18 veïns (caps de casa) i 92 ànimes (habitants).
En el cens del 1857 Aynet de Bestan, que comprèn Araós, apareix amb 395 habitants i 75 cèdules personals inscrites, repartides de la manera següent: Arahós, 138 habitants i 30 cèdules, i Aynet de Bestan, 257 i 45.

#### L'ajuntament
L'ajuntament d'Ainet de Besan fou creat el 1812, arran de les lleis promulgades a partir de la Constitució de Cadis i la reforma de tot l'estat que s'emprengué, i fou suprimit el 1927, amb la seva incorporació al municipi d'Alins.
Alcaldes:
- Joan Gabarra (1898) (Regidors: Josep Escolà, Llorenç Tomàs, Francesc Gabarra, Francesc Lladós i Cristòfol Farré)
- Llorenç Tomàs (1900)

#### L'Entitat Municipal Descentralitzada
L'Entitat Municipal Descentralitzada d'Ainet de Besan va ser creada el 1958, 31 anys després que fos suprimit el municipi d'Ainet de Besan. Durant la dictadura del General Franco i els anys immediatament posteriors, fou una entidad local menor o pedania, regida per un alcalde pedani.
Com està previst en la legislació municipal vigent en l'actualitat, els pobles constituïts en Entitat Municipal Descentralitzada (EMD) elegeixen, alhora que l'alcalde i regidors del seu municipi, un president d'EMD. En el cas d'Ainet de Besan, aquesta figura ha estat coberta fins ara per:
- Antonio Gabriel Iglesias (1979 - 1983)
- Josep Solanelles i Jausàs (1983 - 1987)
- Fèlix Bixaconill i Caselles (1987 - 1991)
- Josep Solanelles i Jausàs (1991 - 1995)
- Josep Ricart i Gabarra (1995 - 2007)
- Gerard Bixaconill i Saboya (2007 - 2019)
- Manel Pérez i Cantalosella (2019 - actualitat)

## Demografia
Aquesta entitat municipal descentralitzada està formada pels nuclis de població d'Ainet de Besan, que aglutina la major part d'habitants, Besan, recentment despoblat i les bordes de Buiro, antic poble.
| 1857 | 1860 | 1970 | 1981 | 1990 | 1991 | 1994 | 1995 | 1996 | 2001 | 2003 | 2005 | 2006 | 2007 | 2008 | 2009 | 2010 |
| ---- | ---- | ---- | ---- | ---- | ---- | ---- | ---- | ---- | ---- | ---- | ---- | ---- | ---- | ---- | ---- | ---- |
| 257  | 425  | 57   | 55   | 54   | 54   | 54   | 43   | 40   | 41   | 38   | 35   | 34   | 35   | 38   | 43   | 44   |

## Recursos naturals
Els recursos naturals d'aquesta EMD són els boscos comunals de Virós d'Ainet, que abasten unes 1.076 hectàrees, i la Solana d'Aixerto, d'unes 531 hectàrees. La tipologia predominant d'aquestes forests són el pi roig i el pi negre. L'explotació d'aquests boscos constitueix la principal font de riquesa d'Ainet de Besan.

## Llocs d'interès
- Torre de l'església de Sant Julià, d'estil romànic.

## Festes locals populars
- 6 de gener- Dia de Reis
- primer dissabte de maig- Aplec de Santes Creus
- primer cap de setmana d'octubre- Festa Major